# Sarah Richard-Mingas
Sarah Richard-Mingas, née le 2 avril 1998 à Nice, est une athlète olympique française spécialiste du sprint.

## Biographie
En 2017, Sarah Richard-Mingas obtient une médaille d’argent sur 100 m lors des Championnats de France juniors en salle et une autre en bronze, lors des Championnats de France juniors en plein air. Cette même année, elle confirme sur la scène internationale, en devenant vice-championne d’Europe junior du relais 4 x 100 m, à Grosseto, en Italie.
L’année suivante, à Niort, aux Championnats de France espoirs, elle devient la première athlète depuis Nelly Branco, en 2006, à réaliser le doublé 100-200. Elle obtient ainsi son 2e et 3e titre national, après un premier sacre chez les cadettes, en 2015. Avant cela, elle s’était déjà octroyée le bronze sur 60 m, aux Championnats de France espoirs en salle, en février.
En 2019, cette montée en puissance se confirme avec des résultats probants chez les seniors. Tout d’abord, sur 60m, Sarah Richard-Mingas rate de peu le titre chez les espoirs et chez les seniors mais devient tout de même double vice-championne de France. Sur 200m, elle parvient à conserver son titre de championne de France espoir, établissant un nouveau record personnel, en 23’’22, et devenant par la même occasion, la 3e meilleur performeuse française de l’année 2019, toutes catégories confondues. Elle renforce encore cette suprématie sur le demi-tour de piste en s’emparant de la couronne nationale chez les seniors, à Saint-Etienne.
Entre-temps, à Gävle, en Suède, elle s’affirme au niveau continental en décrochant une médaille de bronze sur 200 m, aux Championnats d’Europe espoirs, où elle est aussi couronnée d’argent en relais 4 x 100 m.
Après avoir traversé trois années difficiles marquées par des blessures récurrentes, et avoir manqué de peu la qualification pour les Jeux Olympiques de Tokyo, elle décide de changer d'environnement pour relancer sa carrière. Elle rejoint alors le CREPS de Poitiers, sous la direction de l'entraîneur Fabien Lambolez.
En 2024, Sarah Richard-Mingas retrouve son meilleur niveau en battant son record personnel sur le 100 mètres avec un temps de 11'32. Elle devient vice-championne d'Europe lors du relais 4x100 mètres à Rome et participe aux Jeux Olympiques de Paris 2024, où son équipe termine à la quatrième place.

## Palmarès

### Championnats internationaux
- Médaille de bronze sur 200 m aux Championnats d’Europe espoirs 2019, à Gävle.
- Médaille d’argent en relais 4 × 100 m aux Championnats d’Europe juniors 2017, à Grosseto.

### Championnats de France
- Médaille d’or sur 200 m aux Championnats de France 2019, à Saint-Etienne.
- Médaille d’or sur 200 m aux Championnats de France espoirs 2019, à Châteauroux[2]
- Médaille d’argent sur 60m aux Championnats de France en salle 2019, à Miramas.
- Médaille de bronze sur 60m aux Championnats de France espoirs en salle 2018, à Aubière
- Médaille d’or sur 100 m aux Championnats de France espoirs 2018, à Niort
- Médaille d’or sur 200 m aux Championnats de France espoirs 2018, à Niort[3]
- Médaille d’argent sur 100 m aux Championnats de France juniors en salle 2017, à Nantes
- Médaille de bronze sur 200 m aux Championnats de France juniors en salle 2017, à Nantes